# Eclipse lunar de octubre de 2004
| Eclipse lunar de 28 de octubre de 2004                                 | Eclipse lunar de 28 de octubre de 2004 |
| ---------------------------------------------------------------------- | -------------------------------------- |
| Previo                                                                 | Eclipse \| Eclipse total \| Saros      |
| Posterior                                                              | Eclipse \| Eclipse total \| Saros      |
| Fred Espenak, 3:03 UT Dunkirk                                          |                                        |
| La trayectoria de la luna a través de la sombra de la Tierra.          |                                        |
| Gamma                                                                  | 0.2846                                 |
| Magnitud                                                               | 1.3132                                 |
| Saros                                                                  | 136 (19 de 72)                         |
| Duración (hr:mn:sc)                                                    |                                        |
| Total                                                                  | 01:21:14                               |
| Parcial                                                                | 03:39:20                               |
| Penumbral                                                              | 05:57:08                               |
| Contactos                                                              |                                        |
| P1                                                                     | 00:05:35 UTC                           |
| U1                                                                     | 01:14:26 UTC                           |
| U2                                                                     | 02:23:28 UTC                           |
| Máximo                                                                 | 03:04:07 UTC                           |
| U3                                                                     | 03:44:43 UTC                           |
| U4                                                                     | 04:53:45 UTC                           |
| P4                                                                     | 06:02:44 UTC                           |
| La trayectoria de la Luna a través sombra en la constelación de Aries. |                                        |

Un eclipse lunar total tuvo lugar el 27 y 28 de octubre de 2004, el segundo de dos eclipses lunares totales en 2004, siendo el primero el 4 de mayo de 2004. Fue el primer eclipse lunar que tuvo lugar durante un juego de la Serie Mundial de 2004, que, cuando se vio desde el Busch Memorial Stadium en St, Louis, Misuri, brindó una vista surrealista en la noche en que los Boston Red Sox ganaron su primera Serie Mundial en 86 años para acabar con la Maldición del Bambino. Ocurriendo 5,6 días antes del apogeo (el 2 de noviembre de 2004), el diámetro aparente de la Luna era más pequeño. La luna estuvo 10,1 días después del perigeo y 5,6 días antes del apogeo.

## Visibilidad
Este eclipse era completamente visible desde toda América del Norte y del Sur, y también visible desde la mayor parte de Europa y África.

## Galería

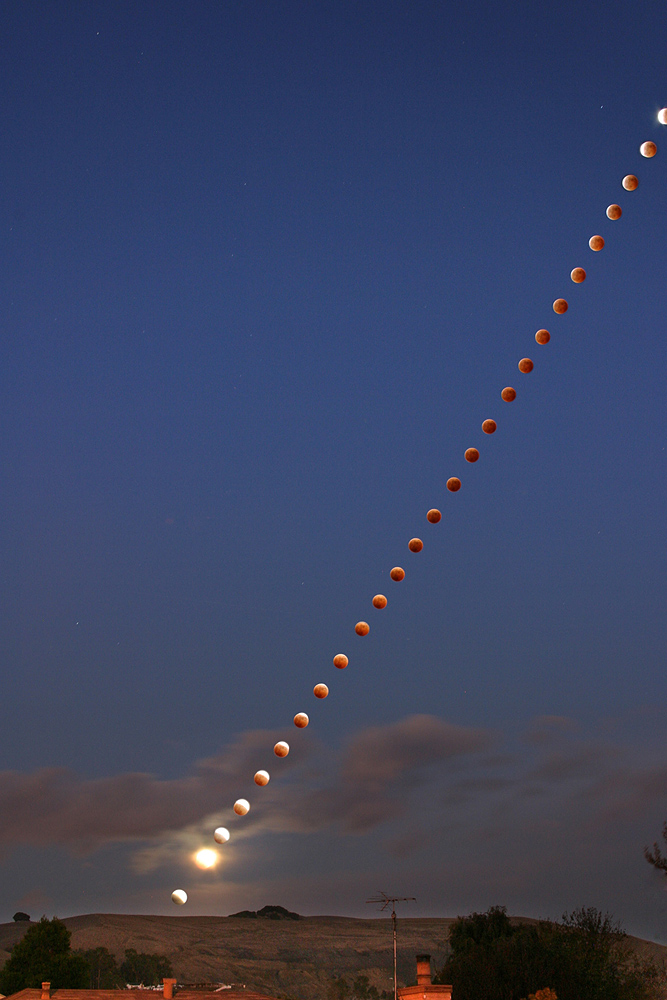
Timelapse foto de Hayward
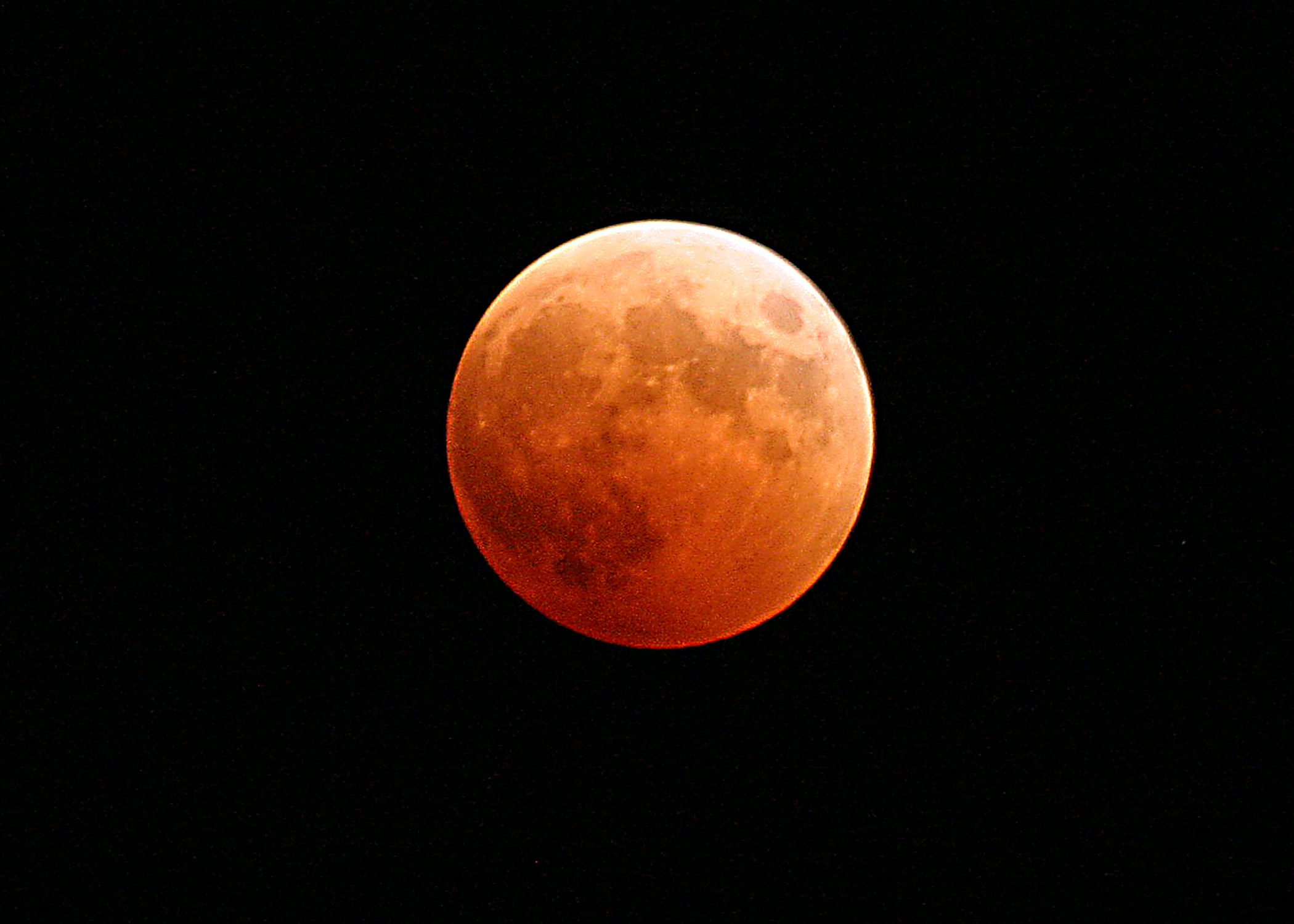
Ault Field, 2:29 UT
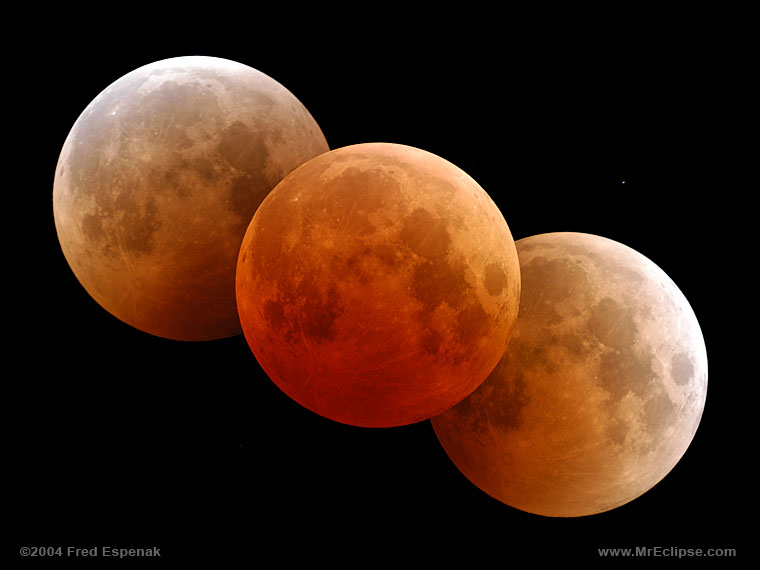
Dunkirk, 3:03 UT
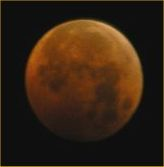
From Kiuruvesi, Finlandia, 3:21 UT
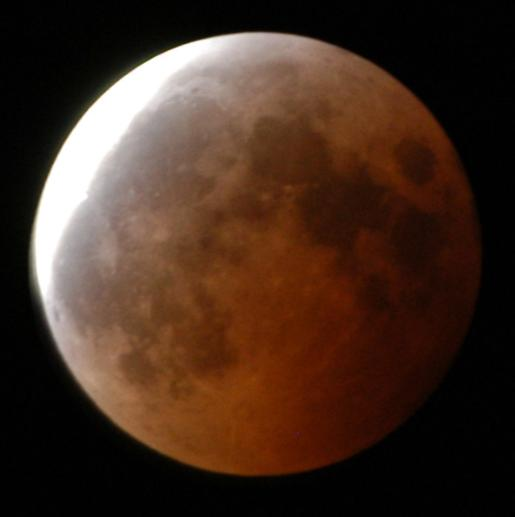
Seattle, Washington, USA Fin de la totalidad, 3:43 UT
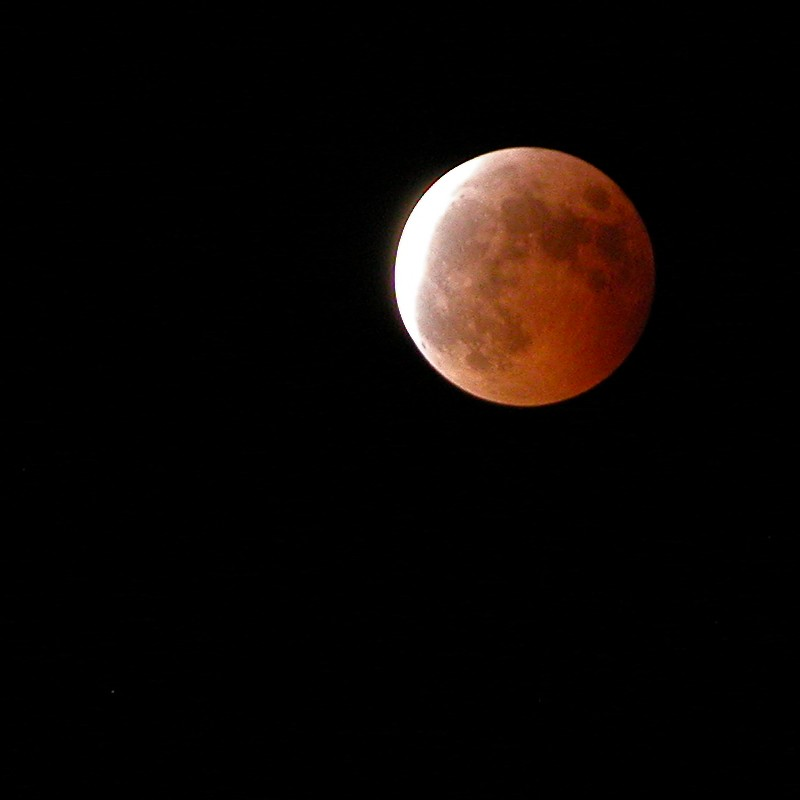
Bellevue, 3:51 UT
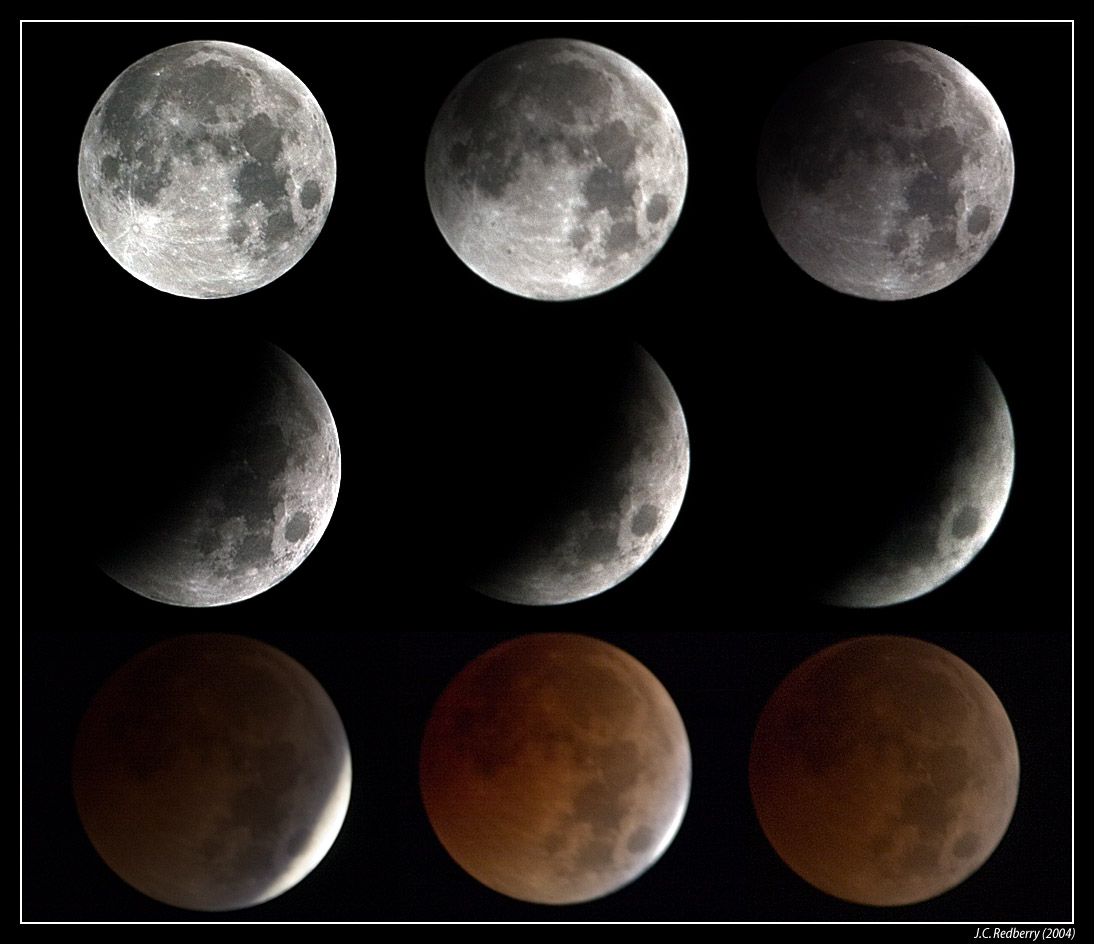
Timelapse foto de La Coruña, España